# 欣特
欣特（德語：Hinte，發音：[ˈhɪntə]）是德国下萨克森州奥里希县的市镇，面积48.05平方千米，2023年12月31日人口为7,247人。